# Hennagyij Adolfovics Kernesz
Hennagyij Adolfovics Kernesz (ukránul: Геннадій Адольфович Кернес; Harkov, 1959. június 2. – Berlin, 2020. december 17.) ukrán üzletember és politikus, 2010. augusztus 24-től haláláig Harkiv polgármestere volt.

## Életrajza

### Fiatalkora
1959-ben született ukrajnai zsidó családba. Szülei Adolf Lazarevics Kernesz (1934–2012) és Hanna Abramivna Kernesz (sz. 1935). Édesanyja kivándorolt Izraelbe és Herzlijában él. Egy lánytestvére született. A harkovi 76. sz. középiskolában tanult, ahol 1976-ban végzett.  Katonai szolgálatot nem teljesített, mert pszichés problémák miatt felmentést kapott. 1976-tól a bányászati gépeket és berendezéseket készítő Szvitlo Sahtarja gépgyárban dolgozott lakatosként.  1977-től 1979-ig a 14. építőipari szakközépiskolában tanult és műszaki rajzolói végzettséget szerzett. Utána az Elektroaparat gyárban, majd később ismét a Szvitlo Sahtarja gyárban dolgozott. Hét hónap után munkahelyet váltott és egy tejüzemben kezdett dolgozni.
Négy hónapot dolgozott a tejüzemben palacktöltő munkakörben, majd egy óraműveshez állt be tanulónak. Később önállósította magát, órajavítóként dolgozott műhelyekben, majd saját órajavító standja lett és 1984-ig órásként dolgozott. 1986-ban saját szabóműhelyt nyitott. Később csatlakozott a helyi Ikar ruhaipari szövetkezethez, ahol ruházati cikkek készítésével foglalkozott.
Beiratkozott a harkivi Bölcs Jaroszláv Nemzeti Jogtudományi Egyetemre, ahol jogi végzettséget szerzett. Később a Harkivi Közgazdasági Egyetemen is tanult.
Az 1980-as évek végén Oroszországban (Moszkvában és Tulában) csalással vádolták és büntetőeljárást is indítottak ellene. A vád szerint hamis csekkeket használt fel. Az ügyben végül elkerülte a börtönbüntetést.

### Az 1990-es évek
1992-ben a Harkivi Területi Bíróság csalás és rablás miatt három év börtönbüntetésre ítélte. Tekintettel arra, hogy a nyomozás során együttműködött a hatósággal, valamint figyelembe véve az 1990-től előzetes letartóztatásban elöltött több mint két évet, a bíróság felmentette és szabadon engedték.
A börtönből történt szabadulása után pénzügyi területen tevékenykedett és energetikai vállalatok privatizálásában vett rész. Ebben az időszakban Mark Dobkinnal, a későbbi harkivi polgármester, Mihajlo Dobkin apjával dolgozott együtt. Ebből az időszakból ered ismeretsége Mihajlo Dobkinnal, akinek jelentős szerep volt Kernesz későbbi politikai pályafutásának alakulásában. Kernesz később saját ügyvédi irodát is nyitott.
1992–1994 között az Akceptor nevű kereskedelmi cégnek volt a vezetője. Felvásárolta az NPK Bank részvényeit, és ebből létrehozta az NPK Holding nevű cégét, amely több ágazatban is tevékenykedett. A holdinghoz több médiacég (pl. a Vecsernyij Harkiv újság, a Tonyisz TV és a 7. Csatorna) tartozott. Ugyancsak a holding tulajdonába került a Nacional turistakomplexum és szálloda, amely az NPK Holding és Kernesz főhadiszállásává vált a későbbiekben.
1999–2001 között a Haz Ukrajini gázkereskedő cég harkivi részlegének helyettes vezetője volt.

### Politikai pályafutása

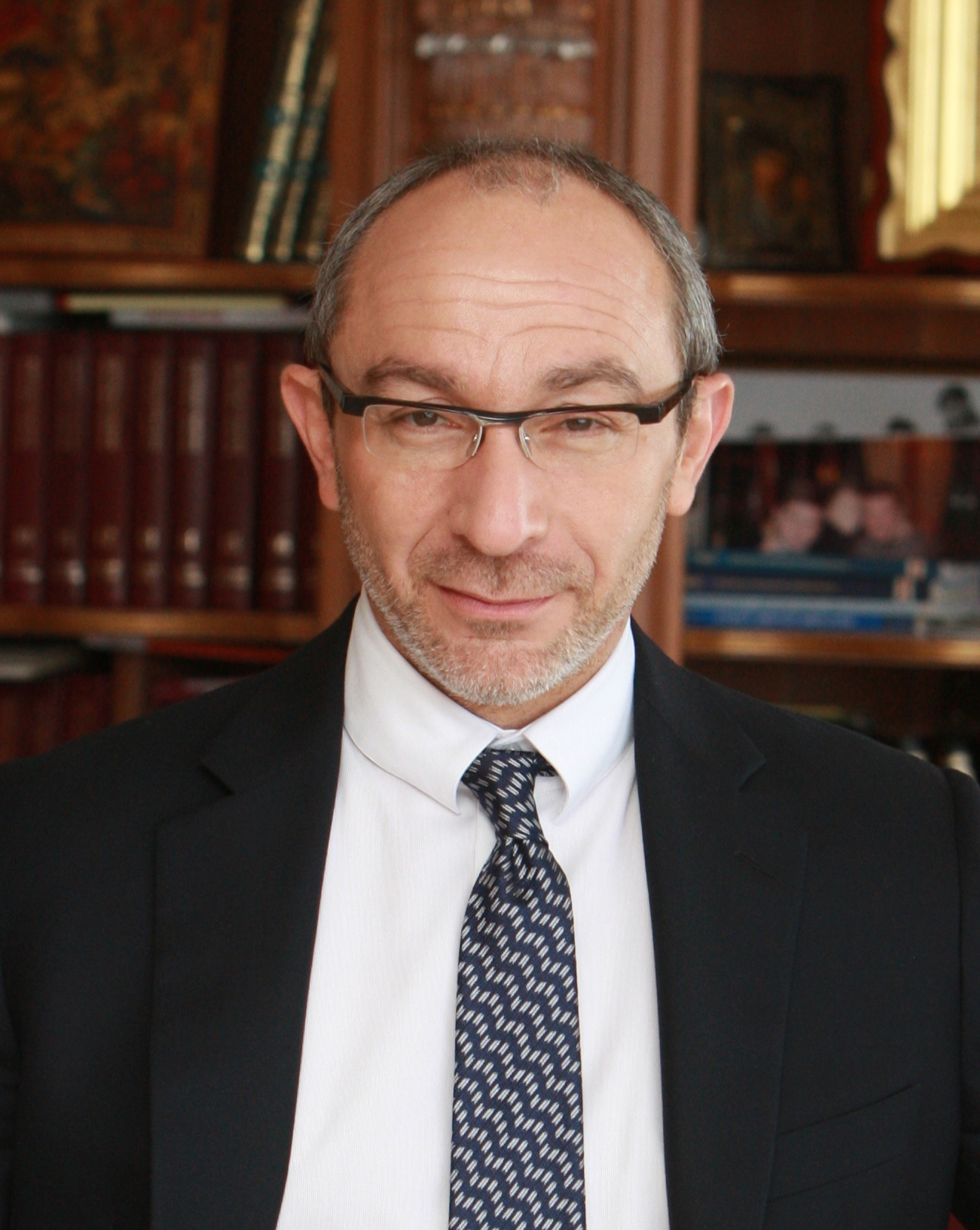
2010-ben

Az 1990-es évek végén kapcsolódott be a közéletbe és a politikába.  1998-ban a Harkivi Városi Tanács képviselőjévé választották, ahol városi képviselőként aztán három ciklust töltött el. 2002 április és május között rövid ideig a városi tanács titkára is volt, de Volodimir Sumilkin akkori polgármester kezdeményezésére felmentették.
A 2004 novemberében kitört narancsos forradalom oldalára állt, Arszen Avakov későbbi belügyminiszterrel együtt részt vett a forradalom harkivi eseményeiben.
2006-ban támogatta és pénzügyileg is finanszírozta Mihajlo Dobkin kampányát a polgármesteri posztért, jelentős szerepe volt Dobkin győzelmében. 2006-ban ismét városi képviselővé választották és 2006–2010 között ő volt a városi tanács titkára.
Miután Mihajlo Dobkin harkivi polgármestert 2010-ben a Harkivi Területi Állami Közigazgatási Hivatal vezetőjévé nevezték ki, Kernesz mint a városi tanács titkára az ügyvivő polgármesteri teendőket is ellátta 2010. március és november között. A 2010. októberi helyhatósági választásokon a Régiók Pártja támogatásával indult a polgármesteri posztért, amelyet kis különbséggel el is nyert. 2010 decemberében foglalta el hivatalát a város élén.
2013 augusztusában az Ukrán Nemzeti Államigazgatási Akadémián titokban megvédte kandidátusi disszertációját, amelyet a Regionális elitek befolyásának mechanizmusa az ukrán államvezetésre (Механізми впливу регіональної еліти на державне управління України) címmel írt.
Helyi politikusként Kerneszt alapvetően oroszbarát politikusnak és Viktor Janukovics akkori elnök támogatójának tartották. A 2013 végén kitört Janukovics-ellenes Euromajdan tüntetések idején azzal vádolták, hogy Majdan-ellenes fizetett provokátorokkal (ún. tyituski) szervez ellentüntetést.
Miután Janukovics 2014 februárjába felmentették elnöki tisztségéből, majd Janukovics és a harkivi területi adminisztráció vezetője, Mihajlo Dobkin is Oroszországba menekült, Kerneszt azzal vádolták, hogy a Euromajdan idején köze lehetett tüntetők elrablásához és megkínzásához. A vádak miatt rövid időre házi őrizetbe is került. Az ez ügyben indított büntetőeljárást azonban 2020. július 30-án az egészségi állapotára tekintettel megszüntettek. Kernesz magát a Janukovics-rendszer foglyának tekintette, aki kényszerhelyzetben volt, és márciusban úgy nyilatkozott, hogy várakozással tekint a Jacenyuk-kormány elé, amellyel szerinte jó dolgok jönnek Ukrajnában.
Kernesz polgármesterségére esik 2014. április 7-én a Harkovi Népköztársaság kikiáltása, amit a donecki események generáltak. A szeparatista kísérletben azonban Kernesznek nem volt közvetlen szerepe.

### Fegyveres támadás Kernesz ellen
2014. április 28-án Harkivban ismeretlen támadó egy mesterlövész puskával hátba lőtte, miközben biciklizett. A támadásban életveszélyes sérülést szenvedett, de stabilizálni tudták az állapotát és műtétet is végrehajtottak rajta. A támadást követő napon Izraelbe szállították további gyógykezelésre, ahol a Rambam klinikán kezelték. Később Harkivban agyonlőtték Kernesz egyik barátját, aki Mihajlo Dobkinnal gyűjtést szervezett a városi vállalkozók között Kernesz izraeli gyógykezelésének finanszírozására.
Kernesz állapota májusra jelentősen javult, június 17-én tért vissza Harkivba. Az eset után azonban kerekesszékbe kényszerült. Visszatérése után több nyilatkozatot tett, amelyben elutasította az oroszbarát szeparatista törekvéseket, Harkivot az egy és oszthatatlan Ukrajna részeként jellemezte, egyúttal együttműködési szándékát fejezte ki az időközben hivatalba lépett Petro Porosenko elnökkel. Augusztusban a Krímmel kapcsolatban úgy nyilatkozott, hisz abban, hogy egyszer visszatér Ukrajnához.
A 2015. októberi helyhatósági választáson 65,8%-os szavazataránnyal újraválasztották Harkiv polgármestereként.
2016. szeptember 15-én az Ukrán Legfőbb Ügyészség és az Ukrán Biztonsági Szolgálat (SZBU) munkatársai házkutatást tartottak Kernesz tulajdonába tartozó helyiségekben egy büntetőeljárással kapcsolatban, amely 654 hektárnyi városi tulajdonban lévő föld ellopásával kapcsolatban folytattak.
Kernesz indult a 2019-es ukrajnai parlamenti választáson is, az Ellenzéki Blokk listájának harmadik helyén szerepelt. A párt azonban az országos listájára csak 3,23%-nyi szavazatot kapott, nem érte el az 5%-kos parlamentbe jutási küszöböt, így Kernesz sem került be az Ukrán Legfelsőbb Tanácsba.
2020 júniusában bejelentette, hogy újra indulni kíván az októberben esedékes helyhatósági választáson a polgármesteri posztért.

### Halála
A nyilvánosság előtt utoljára 2020. augusztus 23-án Harkivban, a város napja ünnepségen jelent meg. 2020. szeptember 15-én a Harkivi Városi Tanács megerősítette, hogy Kernesz betegszabadságon van, de ezt cáfolták, hogy megfertőződött volna a koronavírussal. Két nappal később, szeptember 17-én azonban kórházba került a koronavírus fertőzés szövődményei miatt. Kerneszt Németországba, a berlini Charité egyetemi kórházába szállították. Azóta a nyilvánosság előtt nem jelent meg.
A 2020. október 25-i ukrajnai helyhatósági választáson távollétében, kórházi kezelése alatt elnyerte Harkiv polgármesteri posztját. A választás idején olyan hírek láttak napvilágot, hogy Kernesz hamarosan hazatér. 2020. december 9-én távollétében beiktatták a polgármesteri tisztségbe. Két nappal később megerősítették, hogy Kernesz veseelégedetlenségben szenved, a városi tanács azonban úgy nyilatkozott, hogy képes lesz ellátni városvezetői feladatait. December 11-én az állapota súlyosbodott, leállt mindkét veséjének a működése. 2020. december 17-én Berlinben a Covid19 szövődményei miatt elhunyt.
Temetésére 2020. december 23-án került sor a harkivi 2. számú városi temetőben, ahová a város ismert és befolyásos lakosai temetik hagyományosan. A templomi szertartást a harkivi Angyali Üdvözlet székesegyházban tartották, a szertartást Onufrij metropolita, a moszkvai patriarchátushoz tartozó ukrán ortodox egyház feje celebrálta.

## Magánélete
1982-ben kötött házasságot Okszana Volodimirovna Vaszilenkóval. Még abban az évben megszületett fiuk, Kiril. 1985-ben azonban elváltak.
1988-ban Kernesznek fiúgyermeke (Danilo) született akkori lakótársától, Halina Szerhijivna Privalovától.
A 2000-es évek elején házasodott össze Okszana Hajszinszkijjal, Jurij Hajszinszkij korábbi helyettes ukrajnai főügyész lányával. Közös gyermekük nem született, felesége korábbi házasságából van egy nevelt fiúgyermeke.
2003-ban felesége, Okszana a rendőrséghez fordult azzal a panasszal, hogy Kernesz megsebesítette. Az eset után Harkivban óriásplakátok jelentek meg „Okszana, sajnálom!” felirattal.
27 kutyát és számos egzotikus madarat tartott. 2006 óta szállodában lakott.
Ismert volt az egészséges és sportos életmód iránti elkötelezettségről, kedvenc sportja a hosszútávfutás volt.
Ukrajnában széles körben ismert gúnyneve, illetve korábbi bűnözői neve a Hepa (magyarul: segg).